# Dubbelgångare (film)
Dubbelgångare (originaltitel: Dead Ringers) är en amerikansk-kanadensisk thriller från 1988.

## Handling
Två enäggstvillingar (båda spelade av Jeremy Irons) växer upp och lever tillsammans i 1980-talets Montréal. De är båda verksamma som gynekologer och är både framgångsrika och framåtskridande i sitt område. Då en kvinna (Geneviève Bujold) plötsligt kliver in i deras liv kommer allt att förändras för alltid. För även om de två ser exakt likadana ut och arbetar med samma saker så är de väldigt olika till sätt och uppförande. När den ena av bröderna sedan förför och påbörjar ett förhållande med kvinnan börjar ett grymt och skruvat experiment med deras identiteter och de byter, utan att hon märker det, plats med varandra. Detta får i sin tur ödesdigra konsekvenser för alla inblandade. Konsekvenser så som svartsjuka, missbruk och ond bråd död.

## Om filmen
Dubbelgångare bygger på verkliga händelser som skedde bröderna Stewart and Cyril Marcus i New York City. Jeremy Irons gjorde succé i rollerna som de båda bröderna, och hans fantastiska skådespel tillsammans med den påhittiga filmtekniken gör att åskådaren aldrig ens tänker på att det är en och samma person man ser.[källa behövs]

## Rollista
- Jeremy Irons - Beverly Mantle/Elliot Mantle
- Geneviève Bujold - Claire Niveau
- Heidi von Palleske - Cary
- Barbara Gordon - Danuta
- Shirley Douglas - Laura
- Steven Lack - Anders Wolleck
- Nick Nichols - Leo
- Lynne Cormack - Arlene
- Damir Andrei - Birchal
- David Hughes - Superintendent
- David Cronenberg - Gynekolog